# Enseñanzas del bahaísmo
Las enseñanzas bahaíes, que están incorporadas en los escritos bahaíes abarcan conceptos teológicos, éticos, sociales y espirituales que fueron establecidos por Baháʼu'lláh, fundador del bahaísmo, y aclarados tras su fallecimiento por su hijo, ʻAbdu'l-Bahá, y posteriormente por el nieto de ‘Abdu’l-Bahá, Shoghi Effendi. 
Una enseñanza central del bahaísmo es la unidad fundamental de las principales religiones del mundo (zoroastrismo, hinduismo, judaísmo, budismo, cristianismo e islam) como parte de un plan único supervisado por un Dios. Las enseñanzas también abordan temas teológicos como la unicidad de Dios, de la humanidad y de la religión, así como aspectos de la vida humana como la armonía entre ciencia y religión, la eliminación de la extrema riqueza y pobreza, la educación universal obligatoria, y la igualdad de todas las personas independientemente del género, raza, nacionalidad, color o clase social.

## Resumen
Durante sus viajes a Occidente, entre  1911 y 1912-1913, 'Abdu'l-Bahá resumió claramente los principios básicos que subyacen a las enseñanzas de Baháʼu'llah, y que junto con las leyes y ordenanzas del Kitáb-i-Aqdas constituyen el fundamento del bahaísmo: 
"La búsqueda independiente de la verdad, libre de superstición o tradición; la unidad de toda la raza humana, el principio central y doctrina fundamental de la Fe; la unidad básica de todas las religiones; la condena de todas las formas de prejuicio, ya sea religioso, racial, de clase o nacional; la armonía que debe existir entre la religión y la ciencia; la igualdad de hombres y mujeres, las dos alas sobre las cuales puede volar el ave de la humanidad; la introducción de la educación obligatoria; la adopción de un lenguaje auxiliar universal; la abolición de los extremos de riqueza y pobreza; la institución de un tribunal mundial para la resolución de disputas entre naciones; la exaltación del trabajo, realizado con espíritu de servicio, al rango de adoración; la glorificación de la justicia como el principio rector en la sociedad humana, y de la religión como un baluarte para la protección de todos los pueblos y naciones; y el establecimiento de una paz permanente y universal como el objetivo supremo de toda la humanidad—."

## Unidad
En el centro de las enseñanzas del bahaísmo hay tres afirmaciones básicas: Unicidad de Dios, Unicidad de la Religión y Unicidad de la Humanidad, a veces también conocidas también como "la unidad de Dios, la unidad de la religión y la unidad de la humanidad". Los escritos bahaíes afirman que existe un único dios todopoderoso que revela su mensaje a través de una serie de mensajeros o educadores divinos cuyas enseñanzas se consideran una contribución al "desarrollo de una civilización en constante avance", un proceso histórico que se compone de una sucesión de revelaciones de Dios y se designa como "revelación progresiva". Esta religión, revelada progresivamente, se ofrece a una sola humanidad, cuyos miembros poseen un alma racional y sólo se diferencian por el color y la cultura. Esta idea es fundamental no sólo para explicar las creencias bahaíes, sino también para explicar la actitud que los bahaíes tienen hacia otras religiones, que consideran de inspiración divina. La aceptación de todas las razas y culturas del mundo ha traído consigo una diversidad demográfica para los bahaíes, lo que ha llevado a que esta fe se convierta en la segunda más extendida en el mundo, y su literatura se haya traducido a más de 800 idiomas.

### La unicidad de Dios

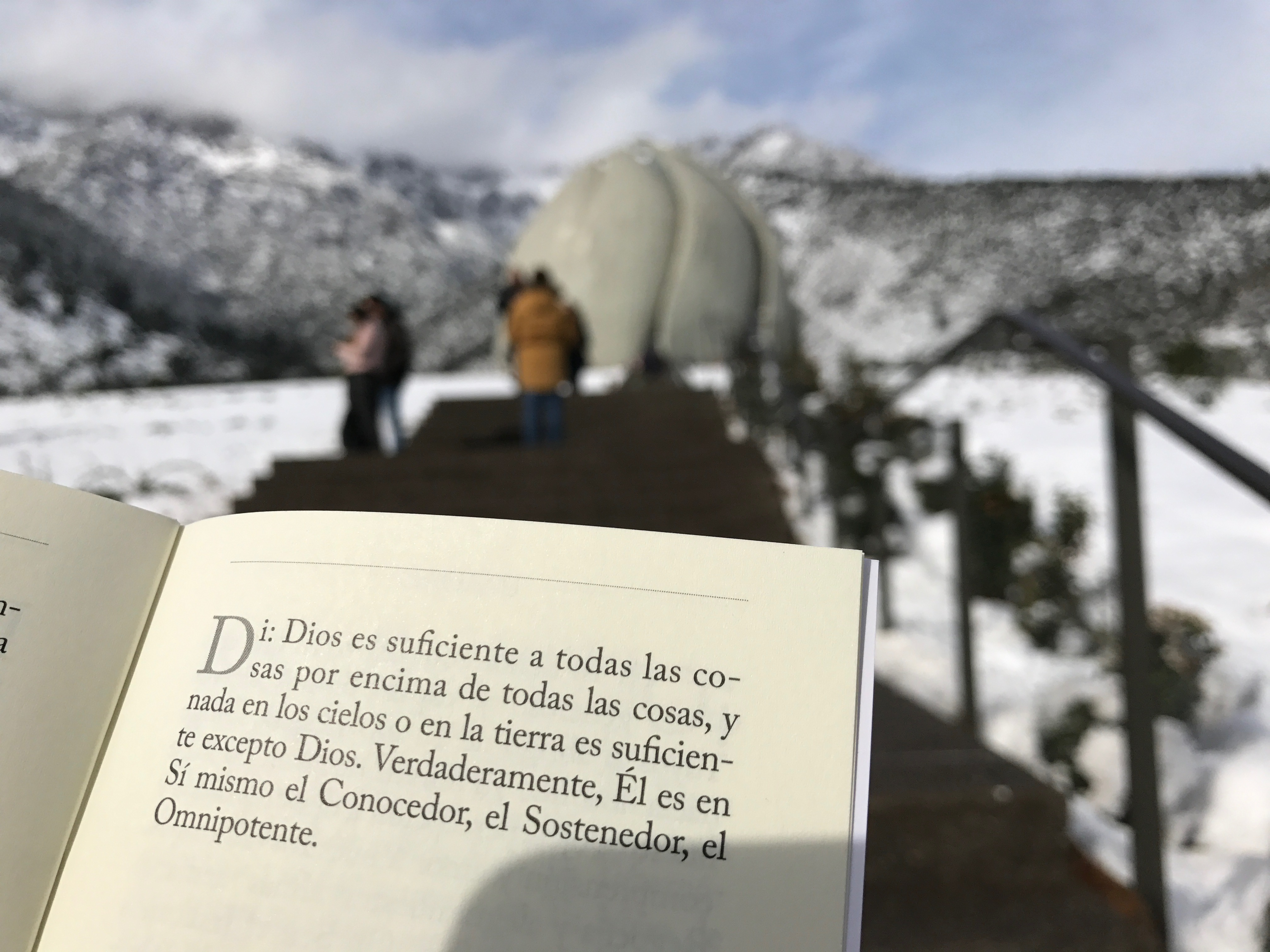
Oración bahá'í, foto tomada en el Templo Bahaí de Chile

La visión bahaí de Dios es esencialmente monoteísta. Dios es el ser imperecedero e increado que es la fuente de toda existencia. Se le describe como «un Dios personal, incognoscible, inaccesible, fuente de toda Revelación, eterno, omnisciente, omnipresente y todopoderoso». Aunque trascendente e inaccesible directamente, su imagen se refleja en su creación. El propósito de la creación es entonces que ésta desarrolle la capacidad de conocer y amar a su creador.
En la creencia bahá'í, aunque las culturas humanas y las religiones difieren en sus concepciones de Dios y su naturaleza, las diferentes referencias a Dios no obstante se refieren a uno y el mismo Ser. Las diferencias, en lugar de ser consideradas como construcciones irreconciliables de culturas mutuamente excluyentes, se consideran reflejos intencionales de las diversas necesidades de las sociedades a las que se revelaron los mensajes divinos.

Las enseñanzas bahaíes afirman que Dios es demasiado grande para que los humanos puedan crear una concepción precisa de Él. En la comprensión bahaí, los atributos de Dios, como Todopoderoso y Todoamoroso, se derivan de experiencias humanas limitadas de poder y amor. Baháʼu'lláh enseñaba que el conocimiento de Dios está limitado a aquellos atributos y cualidades que son perceptibles para nosotros, como resultado de lo cual el conocimiento directo de Dios no es posible. Además, Baháʼu'lláh afirma que el conocimiento de los atributos de Dios se revela a la humanidad a través de sus mensajeros.
Como nuestro conocimiento de las cosas, incluso de las cosas creadas y limitadas, es conocimiento de sus cualidades y no de su esencia, ¿cómo es posible comprender en su esencia la Realidad Divina, que es ilimitada? ... Conocer a Dios, por tanto, significa la comprensión y el conocimiento de Sus atributos, y no de Su Realidad. Este conocimiento de los atributos también es proporcional a la capacidad y al poder del hombre; no es absoluto.
Las escrituras bahaíes abundan en nombres y atributos de Dios a través de los cuales los seres humanos pueden tener un grado de comprensión de él como una realidad suprema única, personal pero incognoscible; sin embargo, las enseñanzas rechazan las concepciones de él como antropomórfico, panteísta o que se llegue a encarnar. Las enseñanzas bahaíes plantean que el ser humano se acerca más a Dios a través de la oración, la meditación, el estudio de los escritos sagrados y el servicio.

### La unicidad de la humanidad
Los escritos bahaíes plantean que la humanidad es una y que todas las personas son iguales a los ojos de Dios. El bahaísmo enfatiza que la unicidad de la humanidad trasciende todas las divisiones de raza, nación, género, casta y clase social, celebrando al mismo tiempo su diversidad. 'Abdu'l-Bahá afirma que la unificación de la humanidad se ha convertido ahora en "la cuestión y el asunto primordial en las condiciones religiosas y políticas del mundo". Los escritos bahaíes afirman la unicidad biológica, política y espiritual de la humanidad, tal es así que Baháʼu'lláh declara:
Sois el fruto de un mismo árbol y las hojas de una misma rama. Trataos los unos a los otros con el máximo amor y armonía, con amistad y compañerismo.
Los escritos bahaíes enfatizan que toda la raza humana es una unidad unificada, una especie diferenciada, Baháʼu'lláh afirma: "Os creamos a todos del mismo polvo..." Los escritos bahaíes enfatizan además que las diferencias entre las distintas razas, naciones y grupos étnicos son superficiales (por ejemplo, el color de la piel) o son el resultado de diferencias de origen o educación. Una de las principales enseñanzas bahaíes es la eliminación de todas las formas de prejuicio, incluidos los raciales, de género, económicos y sociales.
Las enseñanzas bahaíes establecen que si bien la diversidad étnica y cultural seguirá existiendo, la primera lealtad de la humanidad será con la raza humana y no con cualquier grupo subsidiario como raza, nación o grupo étnico. No sólo acabará la guerra, sino también la rivalidad entre grupos.

Si bien los escritos bahaíes enfatizan la importancia de la unidad mundial y de sus pueblos, la unidad no se equipara con la uniformidad; más bien los escritos afirman el valor de la diversidad cultural, nacional e individual a través del principio de "Unidad en la diversidad", y declaran que, si bien se reconoce la unidad de la humanidad, se debe celebrar la diversidad cultural. La unidad en la diversidad se explica comúnmente en los escritos bahaíes a través de la analogía de las flores en un jardín en el que los diferentes colores de las flores realzan la belleza del jardín.
Ella [la fe Bahá'í] no ignora ni intenta suprimir la diversidad de orígenes étnicos, de clima, de historia, de lengua y tradición, de pensamiento y de costumbres que diferencian a los pueblos y naciones del mundo... Su lema es la unidad en la diversidad...

### La unicidad de la religión
Las enseñanzas bahaíes afirman que existe una sola religión que Dios revela progresivamente a la humanidad a través de sus profetas/mensajeros a medida que la humanidad madura y crece su capacidad de comprensión. Los escritos bahaíes afirman que las diferencias externas entre las religiones se deben al contexto temporal y geográfico en que cada religión fue revelada. Baháʼu'lláh afirmó ser el más reciente de los mensajeros de Dios, pero no el último, de una serie de educadores divinos que incluyen, entre otros, a Jesús, Buda y Mahoma.

Los escritos bahá'ís afirman que la naturaleza esencial de los mensajeros de Dios es dual, siendo a la vez humana y divina. Son divinos en el sentido de que todos provienen del mismo Dios y explican sus enseñanzas. Sin embargo, aunque pueden ser vistos desde la misma perspectiva, también son individuos separados conocidos con diferentes nombres, cada uno cumpliendo una misión definida y encargado de una revelación específica. En muchos de sus escritos, Baháʼu'lláh afirma que negar a cualquiera de los mensajeros de Dios equivale no solo a negar a todos sus mensajeros, sino también a Dios mismo. En cuanto a las relaciones entre estos educadores, a quienes los bahaíes se refieren como Manifestaciones de Dios, Baháʼu'lláh escribe:
Él ha manifestado a los hombres los Soles de su divina guía, los Símbolos de su divina unidad y ha ordenado que tener conocimiento de estos Seres santificados sea idéntico a tener conocimiento de su propio Ser. Quienquiera les reconozca ha reconocido a Dios. Quienquiera escuche su llamado ha escuchado la Voz de Dios, y quienquiera atestigüe la verdad de su Revelación ha atestiguado la verdad de Dios mismo. Quienquiera se aleje de ellos se ha alejado de Dios, y quienquiera no haya creído en ellos no ha creído en Dios. Cada uno de ellos es el Camino de Dios, que conecta este mundo con los reinos de lo alto y el Estandarte de su Verdad para todos en los reinos de la tierra y del cielo. Ellos son las Manifestaciones de Dios entre los hombres, las pruebas de su Verdad, y los signos de su gloria.

## La revelación progresiva
Los bahaíes creen que Dios revela su voluntad a la humanidad progresivamente en diferentes momentos y en diferentes lugares a través de mensajeros/profetas conocidos como Manifestaciones de Dios, cada uno de los cuales establece sucesivamente un alianza y una religión. Según los escritos bahaíes, este proceso de revelación es eterno, a diferencia de muchos otros sistemas de creencias que creen en la finalidad de su profeta/mensajero. El tema general de las religiones sucesivas y continuas fundadas por Manifestaciones de Dios es que hay una tendencia evolutiva, y que cada Manifestación de Dios trae una mayor medida de revelación (o religión) a la humanidad que la anterior. Las diferencias entre las revelaciones traídas por las Manifestaciones de Dios no son atributos inherentes a las Manifestaciones de Dios, sino que se atribuyen a diversos factores mundanos, sociales y humanos, diferencias que están de acuerdo con las "condiciones", las "variables exigencias de la época" y la "capacidad espiritual" de la humanidad. Se reconoce que estas diferencias son necesarias debido al hecho de que la sociedad humana ha evolucionado gradualmente a través de etapas superiores de unificación desde la familia a las tribus, el establecimiento de las ciudades-estado, y luego a la formación de las naciones.
Cada mensajero proclamó verdades morales y espirituales eternas que fueron renovadas por los mensajeros sucesivos, cada una de cuyas enseñanzas reflejó la evolución espiritual y material distinta de la humanidad en ese momento. Según la visión bahaí, a medida que la capacidad espiritual y la receptividad de la humanidad han aumentado con el tiempo, el grado en que se exponen estas verdades espirituales cambia.
Baháʼu'lláh explicó que la aparición de mensajeros sucesivos era como la llegada anual de la primavera, trayendo nueva vida a un mundo que había llegado a descuidar las enseñanzas del mensajero anterior. También utilizó una analogía del mundo como el cuerpo humano y la revelación como un manto de “justicia y sabiduría”.
Baháʼu'lláh mencionó en el Kitáb-i-Íqán que Dios renovará la "Ciudad de Dios" aproximadamente cada mil años, y mencionó específicamente que una nueva Manifestación de Dios no aparecería dentro de los 1000 años del mensaje de Baháʼu'lláh.

### La Alianza
Una alianza se define como un acuerdo entre grupos de personas que implica obligaciones mutuamente acordadas. En el caso del bahaísmo, la "Alianza" es descrita como “el eje de la humanidad y que asegura la unidad de la Fe”, y alude a dos pactos específicos que recorren la historia religiosa. La primera es la Alianza Mayor que se hace entre cada Manifestación de Dios y sus seguidores con respecto a la venida prometida de la próxima Manifestación. Cada Manifestación, incluyendo a Abraham, Moisés, Jesús, Muhammad, el Báb y Baháʼu'lláh, profetizaron la venida de la siguiente, y se espera de sus seguidores que investiguen las afirmaciones de la siguiente Manifestación. La Alianza Menor se refiere a la Manifestación y su sucesión inmediata, por la cual Bahá'u'lláh designó a 'Abdu'l-Bahá como el centro de su pacto en su Libro del Pacto. En su Testamento, 'Abdu'l-Bahá ordenó a los creyentes que siguieran a Shoghi Effendi, quien a su vez prometió una continuación de la guía divina a través de la futura Casa Universal de Justicia. La alianza Bahaí también se refiere a un pacto más genérico por el cual, a cambio de sus bondades, Dios exige el reconocimiento de sus Mensajeros y la obediencia a sus leyes.

## Principios sociales
Durante sus giras por Europa y América del Norte en 1911-1913, 'Abdu'l-Bahá resumió en varias ocasiones los puntos centrales pertinentes a la creencia bahaí que incluyen los siguientes. Estos y otros principios se encuentren en varias publicaciones.

### La igualdad entre mujeres y hombres
Las enseñanzas del bahaísmo afirman la igualdad entre mujeres y hombres, y Baháʼu'lláh afirma que Dios ha eliminado las distinciones que anteriormente separaban las posiciones de hombres y mujeres. Por lo tanto, la mujer y el hombre son iguales ante los ojos de Dios. En sus escritos y charlas, 'Abdu'l-Bahá enfatizó repetidamente la igualdad de género como una de las enseñanzas más distintivas de la Fe Bahá'í, afirmando que tanto las mujeres como los hombres poseen el mismo potencial de virtudes e inteligencia; también planteó la igualdad de las mujeres y los hombres como condición para el progreso de la civilización: las compara con las dos alas de un pájaro, en el sentido de que sólo si ambas alas son fuertes el pájaro de la humanidad podrá volar. Se debe brindar a las mujeres y a los hombres las mismas oportunidades en materia de educación, incluido el acceso al mismo programa de estudios, y al mismo tiempo se les deben ofrecer los mismos derechos económicos, sociales y políticos.
Si bien las enseñanzas bahaíes afirman la plena igualdad espiritual y social de mujeres y hombres, también confirman la diferenciación de género en ciertas áreas de la vida. Se reconoce que mujeres y hombres poseen diferentes fortalezas y capacidades que les permiten desempeñar mejor distintos roles. Así, hay ciertas enseñanzas que dan preferencia a los hombres en algunas circunstancias limitadas y otras que dan preferencia a las mujeres, un aspecto relacionado con la realidad biológica de la maternidad potencial de las mujeres. 'Abdu'l-Bahá afirmó que, cuando fuera necesario, se debería dar prioridad educativa a las niñas, ya que, como madres potenciales, serían las primeras educadoras de sus hijos.
Respecto a la administración bahaí todos los cargos, excepto la membresía en la Casa Universal de Justicia, están abiertos a mujeres y hombres. Aunque no se ha dado ninguna razón específica para esta excepción, 'Abdu'l-Bahá ha declarado que hay en ella una sabiduría que con el tiempo se aclarará.

### La armonía entre religión y ciencia
La armonía entre la ciencia y la religión es un principio central de las enseñanzas bahaíes, haciendo énfasis en que la verdadera ciencia y la verdadera religión deben estar en armonía, y rechazando por lo tanto la opinión de que la ciencia y la religión están en conflicto. 'Abdu'l-Bahá afirmó que la religión basada en la superstición y que no concuerda con la ciencia sino que se basa en conceptos e ideas humanas, debe ser rechazada. Cuando la religión está en conformidad con la ciencia, su fundamento es firme y tiene la capacidad de afectar el corazón humano. 'Abdu'l-Bahá también afirmó que se requieren poderes de razonamiento para comprender las verdades de la religión, y condenó las civilizaciones basadas únicamente en creencias materialistas que, a pesar de la excelencia técnica, dan lugar a atrocidades morales como la guerra.

### Una educación universal
Las enseñanzas del bahaísmo enfatizan la importancia de la educación, tanto religiosa como secular, como un componente vital en el progreso de la humanidad, con el foco puesto en promover la educación moral y espiritual además de las artes, los oficios, las ciencias y las profesiones. En sus escritos Baháʼu'lláh afirmó que las capacidades espirituales del individuo sólo pueden lograrse a través de la educación espiritual, siendo necesaria la educación espiritual/religiosa de los niños desde una edad temprana. A este respecto, las enseñanzas bahaíes subrayan que es obligación de los padres proveer a la educación de sus hijos, prestando especial atención a la educación de las niñas.

### Un idioma auxiliar universal
Las enseñanzas bahaíes consideran que una mejor comunicación entre todas las personas del mundo es de vital importancia para lograr la unidad y la paz mundiales. La multiplicidad de idiomas que se usan actualmente se considera un gran impedimento para la unidad, sofocando el libre flujo de información y dificultando que el individuo unilingüe promedio adquiera una perspectiva universal sobre los acontecimientos mundiales.
Baháʼu'lláh alentó a la humanidad a elegir un idioma auxiliar a ser enseñado en las escuelas junto con el idioma nativo local para que la gente del mundo pudiera entenderse entre sí dondequiera que fueran en el planeta. Baháʼu'lláh enfatizó que la unidad completa entre las diversas partes del mundo seguiría siendo una irrealidad hasta que se adoptara un idioma auxiliar.
Baháʼu'lláh también enfatizó que el idioma auxiliar no debería de ninguna manera suprimir los idiomas naturales existentes, y que el concepto de unidad en la diversidad se aplica a los idiomas como a otras diferencias. Las enseñanzas bahaíes afirman que la diversidad cultural es compatible con la unidad, y que, puesto que la humanidad se enriquece con las innumerables culturas del mundo, ahora es el momento de abrazar la diversidad cultural en el proceso de búsqueda de la unidad. Las enseñanzas bahaíes también afirman que tener un idioma auxiliar internacional eliminaría la presión sobre el crecimiento natural de los grupos lingüísticos mayoritarios y ayudaría a preservar las lenguas minoritarias, conservando al mismo tiempo las culturas minoritarias.

### La eliminación de los extremos de riqueza y pobreza
Las enseñanzas del baháismo afirman que la eliminación de la extrema riqueza y la pobreza es esencial, 'Abdu'l-Bahá llama la atención sobre el hecho de que impiden una sociedad compasiva ya que la extrema pobreza desmoraliza a los pobres y la extrema riqueza sobrecarga a los ricos. Baháʼu'lláh ordenó que los ricos deben proteger a los pobres, quienes son un encargo divino, y para abordar los extremos de riqueza y pobreza y proveer al bienestar de todas las personas, las enseñanzas bahá'ís prescriben instituciones eficaces, incluido el Huqúqu'lláh, y el cultivar un sentido de preocupación por el bienestar mútuo.
Tanto Baháʼu'lláh como `Abdu'l-Bahá apoyaron la reorganización económica de la sociedad como un medio por el cual se abolirían los extremos de pobreza y riqueza. Desde sus inicios, la Fe baháʼí ha estado involucrada en el desarrollo socioeconómico, comenzando por otorgar una mayor libertad a las mujeres, promulgando la promoción de la educación femenina como una preocupación prioritaria, y esa participación se expresó de manera práctica al crear escuelas, cooperativas agrícolas y clínicas. Pero si bien Baháʼu'lláh y `Abdu'l-Bahá destacaron la importancia de la dignidad y la igualdad de derechos para todos a pesar del estatus social, no promovieron las filosofías del comunitarismo o el comunismo. Baháʼu'lláh dio pie al derecho de propiedad personal y el derecho a transferir títulos de propiedad. 'Abdu'l-Bahá señaló además que si bien estar desapegado de las cosas mundanas es una virtud, la riqueza en sí no es mala, y que en algunas circunstancias permite a los individuos ofrecer ayuda a la sociedad mediante la promoción del bienestar social y la educación.

### La investigación independiente de la verdad
Baháʼu'lláh enseñó que cada individuo debe investigar la verdad independientemente, sin seguir ciegamente las creencias de otros ni confiar en la superstición y la tradición como fuentes de conocimiento. Los escritos bahaíes afirman que para investigar la verdad el individuo debe abandonar todos los prejuicios, y también subrayan que, puesto que la Verdad esencial que subyace a la realidad es una, la investigación independiente es un paso poderoso hacia la unidad de la humanidad.
Se anima a los bahaíes a meditar y reflexionar diariamente sobre los escritos bahaís en lo que se ha denominado "un proceso eterno o sin fin" de búsqueda de la verdad. Este viaje puede tener un elemento místico en el que el buscador de la verdad es impulsado por su atracción hacia la belleza de Dios, como se destaca en los escritos místicos de Baháʼu'lláh, como 'Los Siete Valles'.
Las enseñanzas bahaíes explican que, dado que los seres humanos poseen un "alma racional", son únicos entre todas las demás formas de vida. ʻAbdu'l-Bahá afirma que, para fomentar esta capacidad de razonamiento, "Dios nos ha dado mentes racionales para este propósito, para penetrar todas las cosas, para encontrar la verdad". Junto con la razón, las enseñanzas bahaíes también afirman que la fe es un atributo del alma humana. Si bien a veces se asume que existe una distinción entre corazón y mente o fe y razón, para los bahaíes, la fe no se define como una ceguera irracional ante los hechos. Shoghi Effendi afirma que Baháʼu'lláh "no nos pide que lo sigamos ciegamente" y anima a los bahaíes a "leer sus palabras [de Baháʼu'lláh], considerar sus enseñanzas y medir su valor a la luz de los problemas contemporáneos". Para los bahaíes, la palabra fe indica un sentido de "conocimiento consciente" y una convicción que se expresa en "la práctica de las buenas obras". La fe también debe implicar servir con sinceridad y de todo corazón al interés público.
Así, en el bahaísmo, como lo expresa un escritor, "la razón es necesaria pero no suficiente". Tanto la fe como la razón son necesarias para alcanzar la realidad y la verdad.

### Matrimonio
El propósito del matrimonio en la Fe baháʼí es principalmente fomentar la armonía espiritual, el compañerismo y la unidad entre un hombre y una mujer y proporcionar un entorno estable y amoroso para la crianza de los hijos. Las enseñanzas baháʼís sobre el matrimonio lo denominan una fortaleza para el bienestar y la salvación y colocan al matrimonio y la familia como la base de la estructura de la sociedad humana. Baháʼu'lláh elogió mucho el matrimonio, desalentó el divorcio y requirió la castidad fuera del matrimonio; Baháʼu'lláh enseñó que un esposo y una esposa deben esforzarse por mejorar la vida espiritual del otro. Relaciones sexuales solo están permitidas entre un hombre y una mujer debidamente casados. El matrimonio interracial también es altamente elogiado en toda la escritura baháʼí.
Los baháʼís que tienen la intención de casarse deben obtener una comprensión profunda del carácter de la otra persona antes de decidir casarse. Aunque los padres no deben elegir parejas para sus hijos, una vez que dos personas deciden casarse, deben recibir el consentimiento de todos los padres biológicos vivos, sean baháʼís o no. La ceremonia de matrimonio baháʼí es sencilla; la única parte obligatoria de la boda es la lectura de los votos matrimoniales prescritos por Baháʼu'lláh, que deben leer tanto el novio como la novia, en presencia de dos testigos. Los votos son "Todos nosotros, ciertamente, cumpliremos con la Voluntad de Dios."

## Enseñanzas espirituales
Los escritos bahá'ís contienen muchas referencias a cualidades y valores espirituales que los individuos deben esforzarse por desarrollar. Los elementos del buen carácter incluyen, entre otros, la confiabilidad, la veracidad, la fidelidad, la sinceridad, la pureza de motivos, la dignidad, el rechazo a la murmuración, el servicio, la justicia, la moderación, la limpieza, todo ello equilibrado por la razón y el conocimiento.
En los escritos bahaíes se describe a Dios como un Dios único, personal, inaccesible, omnisciente, omnipresente, imperecedero y todopoderoso, que es el creador de todas las cosas del universo. Se piensa que la existencia de Dios y del universo es eterna, sin principio ni fin. Las enseñanzas del bahaísmo afirman que Dios está más allá de la comprensión de los seres humanos, y que esta comprensión humana de Dios sólo es posible a través de sus Manifestaciones. Puesto que Dios está más allá de la comprensión de la mente humana, el conocimiento de Él sólo es posible a través de sus atributos y cualidades, por ejemplo: "Todopoderoso", "Todoamoroso", "Infinitamente Justo", términos que están limitados a la experiencia humana. Los principios sociales enseñados por las Manifestaciones de Dios ofrecen un entorno en el que se posibilita el crecimiento espiritual y se hace posible el verdadero propósito de la sociedad, el propósito humano es entonces presentado como aprender a conocer y amar a Dios combinando métodos como la oración, la reflexión y el servicio a la humanidad.
Los escritos bahaíes afirman que los seres humanos tienen un “ alma racional” que proporciona a la especie una capacidad única para reconocer la estación de Dios y la relación de la humanidad con su creador. Todo ser humano tiene el deber de reconocer a Dios a través de sus mensajeros y de conformarse a sus enseñanzas. Los escritos bahaíes afirman que mediante el reconocimiento y la obediencia a Dios, el servicio a la humanidad y la oración regular y la práctica espiritual, el alma se acerca más a Dios, el ideal espiritual en la creencia bahaí. Cuando un ser humano muere, su alma "pasa al otro mundo", donde su desarrollo espiritual logrado en la etapa del mundo físico se convierte en base para el juicio y el avance en el mundo espiritual. Los bahaíes creen en la vida eterna del alma en vez de la reencarnación. Se enseña que el Cielo y el Infierno son estados espirituales de cercanía o distancia de Dios que describen relaciones en este mundo y en el próximo, y no lugares físicos de recompensa y castigo alcanzados después de la muerte.
Los siguientes son unos ejemplos de las prácticas espirituales que Baháʼu'lláh prescribe para la conducta personal que se requieren o fomentan en sus seguidores:
- Los baháʼís mayores de 15 años deben recitar individualmente una oración obligatoria cada día, usando palabras y forma fijas.[76]
- Además de la oración obligatoria diaria, los baháʼís deben ofrecer oraciónes y deben estudiar y meditar sobre las escrituras sagradas diariamente.[77]
- Los baháʼís adultos deben observar un Ayuno de Diecinueve Días cada año durante las horas diurnas en marzo, con ciertas excepciones.[78]
- Hay requisitos específicos para el entierro bahá'í que incluyen una oración específica para ser leída en el entierro. Se desaconseja fuertemente embalsamar o cremar el cuerpo, aunque se respetan las leyes civiles vigentes donde se aplican.[79]
- Los baháʼís deben hacer un pago voluntario del 19% sobre cualquier riqueza que exceda lo necesario para vivir cómodamente, después de la remisión de cualquier deuda pendiente y los gastos del entierro. Los pagos se destinan a la Casa Universal de Justicia.[78]

## Organización de la comunidad bahaí
La "administración bahaí" o "orden administrativo bahaí" es el sistema administrativo de la religión que se basa directamente en las enseñanzas de la religión escritas por sus figuras centrales, especialmente Baháʼu'lláh y ʻAbdu'l-Bahá. Se divide en dos partes, la elegida y la nombrada. La institución de gobierno suprema del bahaísmo es la Casa Universal de Justicia, cuya sede se encuentra en Haifa, Israel.
La administración bahaí tiene cuatro documentos que se configuran como su carta magna escritural:
- Kitáb-i-Aqdas
- Tablas del Plan Divino
- Tabla del Carmelo
- Voluntad y Testamento de ʻAbdu'l-Bahá

### La consulta como proceso para resolver diferencias
La clave para el funcionamiento de la organización bahaí es el principio de "consulta". Esto se refiere a un método de discusión de los asuntos sin antagonismos personales y que promueve un proceso para la toma de decisiones que se describe en los escritos bahaíes. Dicho proceso de "consulta" se utiliza en todos los niveles de la administración bahaí. La consulta busca ir más allá de un proceso de toma de decisiones que acepta la opinión mayoritaria, hacia uno que pretende descubrir la verdad gracias a la participación universal y la cooperación disciplinada.